# Blossia rosea
Blossia rosea är en spindeldjursart som först beskrevs av Lawrence 1935.  Blossia rosea ingår i släktet Blossia och familjen Daesiidae. Inga underarter finns listade.